# Chris Wakelin
Christopher Mark Wakelin (* 16. März 1992 in Rugby) ist ein englischer Snookerspieler. Seit 2013 gehört er der Profitour an. 2023 gewann er das Shoot-Out-Turnier und schaffte anschließend den Aufstieg in die Top 16 der Weltrangliste.

## Karriere

### Jugend und Anfänge als Profi
Chris Wakelin begann bereits mit sechs Jahren mit dem Snookerspielen und versuchte mit 17 Jahren erstmals, den Sprung in den Profisport zu schaffen. Als das misslang, nahm er einen Beruf auf und arbeitete als Fahrer der Supermarktkette ASDA in Warwickshire. Snooker betrieb er nur noch als Hobby. 2012 hatte er familiäre Probleme und Depressionen, die zu Yips führten, Muskelzuckungen, die ihm das Spielen unmöglich machten. Trotzdem bewarb er sich im Mai 2013 in den Q-School-Turnieren um einen Platz auf der Snooker Main Tour. Im ersten Turnier verpasste er knapp die Qualifikation in seinem Gruppenfinale. Im dritten Turnier erreichte er erneut das Gruppenfinale, das einen kuriosen Verlauf nahm. Wakelin hatte die Partie gedreht, er lag mit 3:2 in Führung und war in einem Break, als das Queue seines Gegners Adam Wicheard zerbrach, als der sich abseits des Tischs darauf stützte. Wicheard gab daraufhin das Spiel verloren.
Danach nahm Wakelin auch an der offenen U-21-Meisterschaft von England teil und erreichte das Finale am 16. Juni 2013. Mit einem Sieg über Hammad Miah holte er sich den Titel.
Chris Wakelin war durch den Q-School-Gruppensieg für die kommenden beiden Spielzeiten der Profitour startberechtigt. Er behielt jedoch vorerst seinem Beruf als Fahrer bei, um sich seinen Lebensunterhalt finanzieren zu können. In der Snooker-Saison 2013/14 verzichtete er deshalb auf die Teilnahme an den Asienturnieren der Players Tour Championship. Bei den Minor-Ranking-Turnieren der European Tour erzielte er seine besten Ergebnisse. Beim Kay Suzanne Memorial Cup 2013 stieß er bis ins Viertelfinale vor und schlug bei diesem und anderen Turnieren Profis wie Nigel Bond, Mark Davis und Ryan Day. Trotzdem brachte die Serie wenig Punkte, so dass er zu Saisonende lediglich auf Platz 106 der Weltrangliste rangierte.
In der Folgesaison konnte er sich gleich zu Beginn mit einem Sieg über Tom Ford für die Hauptrunde eines vollwertigen Ranglistenturniers qualifizieren. Bei den Wuxi Classic 2014, seinem ersten Turnier in China, erreichte er die Runde der Letzten 32 und stieg in der Weltrangliste bis auf Platz 74. Anschließend kam er bei den Riga Open bis ins Achtelfinale und in der Qualifikation für das Shanghai Masters erreichte er die dritte Qualifikationsrunde. Seine größten Saisonerfolge waren das Viertelfinale der Ruhr Open und der Indian Open. Beides waren jedoch kleinere Turniere, so dass er in der Weltrangliste zum Saisonende lediglich auf Platz 88 stand. Er war aber von allen Spielern außerhalb der Top 64 der beste in der „Order of Merit“ der Player Tour Championship und bekam so unmittelbar die Zulassung für zwei weitere Jahre auf der Main Tour.

### Kampf um die Tourzugehörigkeit
In der Saison 2015/16 konnte er zwar viele Auftaktmatches gewinnen, insbesondere bei wichtigen Turnieren wie der International Championship, der UK Championship und der Weltmeisterschaft, außer bei den Australian Open kam er aber nie über die zweite Runde hinaus. Immerhin brachte es ihm aber mit Platz 70 eine gute Ausgangsposition für das folgende Jahr.
Während der nächsten Saison konnte Wakelin bei den English Open Ronnie O’Sullivan besiegen und später durch einen Sieg über Xiao Guodong ins Viertelfinale einziehen, in dem er aber mit einem 0:5 whitewash gegen Stuart Bingham verlor. Außerdem erreichte er bei den Scottish Open die Runde der Letzten 32. Auf der Weltrangliste konnte er sich auf Rang 63 platzieren, wodurch er seinen Platz auf der Profitour knapp behalten konnte.
In der Saison 2017/18 erreichte Wakelin beim Paul Hunter Classic und bei den Northern Ireland Open das Achtelfinale und bei vier weiteren Turnieren die Runde der Letzten 32. Darunter war auch die Snookerweltmeisterschaft, bei der er sich durch Siege über Xu Si, Kurt Maflin und Tian Pengfei erstmals für die Endrunde qualifizierte. In seinem ersten Spiel im Crucible Theatre gegen die Nummer 4 der Welt Judd Trump machte er einen 3:7-Rückstand wett und verlor am Ende nur knapp in einem umkämpften Decider mit 9:10. In der Weltrangliste konnte er sich um weitere fünfzehn Plätze auf Rang 48 verbessern.
Etwas schlechter verlief für Wakelin die folgende Saison, auch wenn er beim Riga Masters das Viertelfinale sowie beim Paul Hunter Classic und bei den Indian Open das Achtelfinale erreichte. In der Weltrangliste konnte er trotzdem seinen 48. Platz halten. Während der Saison 2019/20 schied er dann aber zumeist in den ersten beiden Runden aus, lediglich bei der China Championship und bei den Scottish Open zog er noch ins Achtelfinale ein. Auch im Jahr darauf musste er weiter um den Erhalt des Profistatus kämpfen und konnte sich mit einzelnen Siegen immer gerade so in den Top 64 halten. Einziger großer Erfolg war das Erreichen des Viertelfinals bei den Gibraltar Open, wo er unter anderem den Weltranglistenvierten Mark Selby schlug. Die wichtigen Punkte für die Rangliste holte er aber bei der Weltmeisterschaft, wo ihm mit drei Qualifikationssiegen zum zweiten Mal der Einzug ins Crucible gelang. Auch wenn er erneut das Auftaktmatch verlor, und zwar klar mit 4:10 gegen David Gilbert, hielt er sich damit auf Platz 60.

### Turniersieg und Karrierewende
Auf diesem Niveau ging es auch 2021/22 weiter. Meist verlor er spätestens in Runde 2, nur die English Open mit Runde 3 und das Shoot-Out mit dem Achtelfinale ragten heraus. Beides waren Kleinturniere mit wenig Punkten für die Weltrangliste, weshalb er zeitweise aus den Top 64 herausfiel. Bei der Weltmeisterschaft gelang ihm dann aber zum zweiten Mal in Folge der Einzug ins Hauptturnier, und auch wenn er gegen Yan Bingtao sein drittes Crucible-Match verlor, brauchte er sich um den Tourverbleib keine Sorgen machen. Vor seinem 10. Profijahr nahm Wakelin eine Ortsveränderung vor und kehrte wieder in seinen Heimatort Rugby zurück. Das letzte Erfolgserlebnis konnte er anfangs in die nächste Saison retten und er kam auch in der Championship League und beim European Masters unter die Letzten 32. Dann folgte aber eine Negativserie von fünf Auftaktniederlagen in Folge. Die Wende kam im Shoot-Out. Mit häufig knappen Ergebnissen in den Ein-Frame-Matches, darunter ein 30:15 gegen Farakh Ajaib im Blue ball shoot out und ein 38:35 gegen Jak Jones, kam er durch das ganze Turnier bis ins Endspiel. Gegen Julien Leclercq gelang ihm ein Break von 119 Punkten und damit der Turniersieg. Es war das erste Mal, dass ein Century das Shoot-Out-Finale entschied. Mit 30 Jahren zum Kreis der Titelgewinner auf der Profitour zu gehören, verschaffte Wakelin Auftrieb. Beim German Masters rang er den Weltranglistendritten Neil Robertson mit 5:4 nieder und kam ins Viertelfinale. Beim zweiten Sonderformat 6-Reds schlug er mit Gary Wilson und Robert Milkins zwei Top-16-Spieler und kam ins Achtelfinale. Zwar verpasste er gegen Wu Yize in der WM-Qualifikation durch ein 8:10 knapp den erneuten Endrundeneinzug, er stand aber am Saisonende trotzdem zum ersten Mal unter den Top 32 der Weltrangliste.
Der Titelgewinn brachte Wakelin Selbstvertrauen und einen Karriereumschwung. Schon zum Auftakt der Saison 2023/24 erreichte er in der Championship League zum ersten Mal die Finalrunde der Letzten 8. Bei den folgenden Turnieren blieb er erstmals ohne Auftaktniederlage und bei den Northern Ireland Open gelangen ihm Siege gegen Shaun Murphy und Jack Lisowski und zum zweiten Mal der Einzug in ein Finale. Diesmal verlor er aber klar mit 3:9 gegen Judd Trump. Bei den Scottish Open schlug er mit Kyren Wilson einen weiteren Topspieler und erreichte das Viertelfinale. Beim Einladungsturnier der Championship League gewann er gegen John Higgins. Beim World Open machte er mit einem 5:1 über Ali Carter den Achtelfinaleinzug perfekt. Bei Zusatzturnieren wie dem World Grand Prix und der Players Championship, für die er aufgrund seiner Weltranglistenposition erstmals qualifiziert war, verlor er aber die Auftaktspiele. Bei der Weltmeisterschaft verpasste er durch ein 9:10 gegen Robbie Williams erneut knapp das Crucible. Dadurch ließ er viele Punkte liegen, erreichte aber mit Platz 20 in der Weltrangliste eine neue Karrierebestmarke.

### Aufstieg in die Top 16
Der Aufwärtstrend blieb aber auch Saison 2024/25 erhalten und die English Open waren ein erster Höhepunkt: Mit einem Sieg über den Weltranglistendritten Mark Allen kam er ins Halbfinale. Ding Junhui schlug er in Wuhan und kam ins Viertelfinale. Bei der International Championship schlug er neben Shaun Murphy und John Higgins auch Mark Williams. Erstmals erreichte er dort bei einem großen Turnier das Endspiel, das er aber mit 7:10 gegen Ding Junhui verlor. Das Erreichen des Finals brachte ihm mit Platz 15 seine beste Karriereplatzierung. Die zweite Saisonhälfte war dagegen nicht so erfolgreich. Bei seiner ersten Masters-Teilnahme verlor er gegen Luca Brecel und bei den Zusatzturnieren der Players Series blieb er erneut ohne Punkte. Dazu kamen einige frühe Niederlagen. Er rutschte wieder aus den Top 16 und musste bei der Weltmeisterschaft erneut in die Qualifikation, die er aber souverän überstand. Bei seinem vierten Auftritt im Crucible gelang ihm dann sein erster Sieg. Er schlug Neil Robertson nach 2:7-Rückstand mit 10:8 und gewann anschließend auch noch gegen Mark Allen mit 13:6 und erreichte das WM-Viertelfinale. Gegen den späteren Weltmeister Zhao Xintong hatte er aber keine Chance und verlor 5:13. Immerhin beendete er aber die Saison damit auf Platz 16.

## Erfolge
Ranglistenturniere
- Turniersieg: Snooker Shoot-Out (2023)
- Finale: Northern Ireland Open (2023), International Championship (2024)
- Halbfinale: English Open (2024)
- Viertelfinale: Indian Open (2015), English Open (2016), Riga Masters (2018), Gibraltar Open (2021), German Masters (2023), Scottish Open (2023, 2024), Wuhan Open (2024), Weltmeisterschaft (2025)

Minor-Ranking-Turniere
- Viertelfinale: Kay Suzanne Memorial Cup (2013), Wuxi Classic (2014)

Qualifikationsturniere
- Qualifikation: Q School (2013 – drittes Turnier)

Amateurturniere
- Sieger der English Under-21 Open 2013